# Der Adler und die Eule

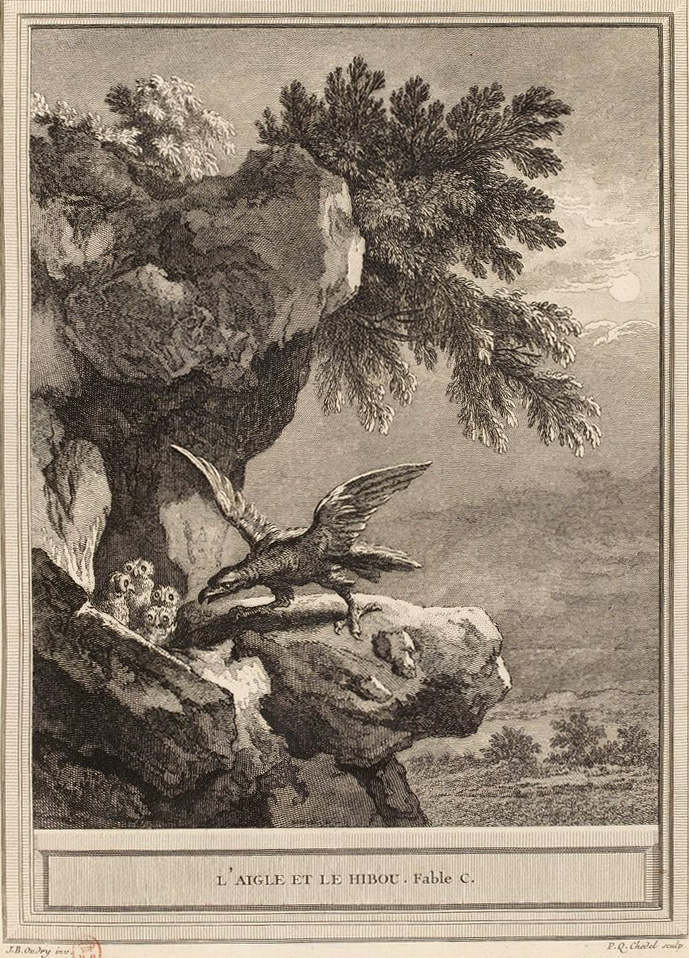
L’aigle et le hibou (Zeichnung von Jean-Baptiste Oudry)

Der Adler und die Eule (französisch: L’Aigle et le Hibou) ist die 18. Fabel im fünften Buch der Fabeln von La Fontaine. Jean de La Fontaine überarbeitete eine Geschichte, die schon in Äsops gleichnamiger Fabel erzählt wurde und die die Moral hat: Jede Mutter hält ihr Kind für das schönste. La Fontaine lässt neben dieser Moral noch andere Interpretationsmöglichkeiten offen.

## Inhalt
Nach jahrelanger Feindschaft schlossen Adler und Eule einen Friedenspakt, keiner der beiden sollte fortan jeweils die Jungen des anderen auffressen. Um sicherzugehen, dass der Adler die Brut der Eule auch erkenne, beschrieb sie dem Adler ihre Jungtiere ganz genau:
„Sie sind gar hübsch und wohlgebaut,

vor allen Andern nett, so zierlich, ach! und traut.

Erkennen wirst du sie sogleich an diesem Zeichen.“
Der Adler flog danach auf Beute aus und erspähte ein Nest mit Vogeljungen. Er erinnerte sich an das Versprechen, das er der Eule gegeben hatte, und schaute sich die Kleinen genauer an. Es waren hässliche kleine Schrecken, grimmig und traurig, mit einer Stimme wie kreischende Kobolde, sodass er annahm, es können unmöglich die Kinder der Eule sein, und er sie auffraß. Dieses unglückliche Ereignis sah die Eule mit Entsetzen, und wehklagend beschwerte sie sich bei den Göttern über den Räuber, der ihr solch große Trauer verursachte. Man antwortete ihr:
„Dich, ja dich, beschuldige bloß,

oder das allgemeine Los

vielmehr, das jedem stets die Seinen

schön, gut und liebenswert erscheinen.

Ob deiner Kinder Bild, das du entwarfst dem Aar,

nur im Geringsten ähnlich war?“

## Analyse
In La Fontaines Version dieser Fabel sind die Akteure besonderer Natur – der eine Vogel ist die Eule der Minerva, der andere Vogel ist Jupiters Adler, und beide galten als Vögel der Weisheit. Die Argumentation war vernünftig, aber die Prämisse fehlerhaft – die Eule gab ein zu schmeichelhaftes Porträt ihrer Nachkommen ab, der Adler argumentierte, dass die Brut so hässlich war und unmöglich die sein könnte, die seine Freundin beschrieben hatte. Er fraß also die Kinder der Eule auf, nur ihre Beinchen blieben übrig (diese Einzelheit kommt in der Quelle nicht vor, sondern ist eine Erfindung La Fontaines, wohl um eine Verbindung zu der vorangehenden Fabel seiner Sammlung Der Hase und das Rebhuhn herzustellen). La Fontaine vergleicht die Eulenkinder mit kleinen Monstern mit Stimmen wie die der Megaera – im Französischen eine Bezeichnung für eine zänkische Frau, etwa wird der Titel der Shakespeare-Komödie Der Widerspenstigen Zähmung mit La Mégère apprivoisée übersetzt. La Fontaines Adler ist ein König, vor dessen königlichen Privilegien die Eule Angst hat: „Comme vous êtes Roi, vous ne considérez qui ni quoi: Rois et Dieux mettent, quoi qu’on leur die, tout en même catégorie. Adieu mes Nourrissons, si vous les rencontrez.“ (deutsch: Da Sie König sind, denken Sie nicht darüber nach, wer oder was: Könige und Götter setzen, was auch immer wir ihnen sagen, alles in dieselbe Kategorie. Lebt wohl, meine Kinder, wenn du sie triffst).